# Vanessa Ferlito
Vanessa Ferlito (Nova Iorque, 28 de dezembro de 1980) é uma atriz americana descendente de italianos. Conhecida pela personagem Aiden Burn da série de televisão CSI: NY.
Seu pai morreu quando ela tinha três anos de idade. Ferlito deu à luz seu primeiro filho, em Setembro de 2007. Ela é vegetariana, defensora dos direitos dos animais, e um membro ativo do PETA.
Interpretou Arlene em A Prova de Morte (Death Proof - Dir. Quentin Tarantino).

## Filmografia
| Ano         | Título                              | Personagem        | Notas      |
| ----------- | ----------------------------------- | ----------------- | ---------- |
| 2002        | On Line                             | Jordan Nash       |            |
| 2002        | A Última Noite                      | Lindsay Jamison   |            |
| 2003 - 2004 | ’’24 horas - 3 temporada            | Claudia           |            |
| 2004        | Homem Aranha 2                      | Louise            |            |
| 2004        | The Tollbooth                       | Gina              |            |
| 2004        | CSI:NY                              | Aiden Burn        | Finalizado |
| 2005        | O Homem da Casa                     | Heather           |            |
| 2005        | Matadores de Aluguel                | Vicki             |            |
| 2007        | À Prova de Morte                    | Arlene            |            |
| 2007        | Descent                             | Bodega Girl       |            |
| 2008        | Nada Melhor que o Natal             | Roxanna Rodriguez |            |
| 2009        | Madea Goes to Jail                  | Donna             |            |
| 2009        | Julie & Julia                       | Cassie            |            |
| 2010        | Wall Street: O Dinheiro Nunca Dorme | Audrey            |            |
| 2012        | Stand Up Guys                       | Sylvia            |            |
| 2013        | Duke                                | Cookie            | Finalizado |
| 2016-2021   | NCIS: New Orleans                   | Tammy Gregorio    |            |